# Tour de Polonia 2025
La 82.ª edición de la competición ciclista Tour de Polonia fue una carrera de ciclismo en ruta por etapas que se celebró entre el 4 y el 10 de agosto de 2025 en Polonia con inicio en la ciudad de Breslavia y final en la de Wieliczka sobre un recorrido de 1075,9 kilómetros.
La carrera formó parte del UCI WorldTour 2025, calendario ciclístico de máximo nivel mundial, siendo la vigésima octava carrera de dicho circuito. El vencedor final fue el estadounidense Brandon McNulty del UAE Emirates XRG, quien estuvo acompañado en el podio por los italianos Antonio Tiberi del Bahrain Victorious y Matteo Sobrero del Red Bull-BORA-hansgrohe, segundo y tercer clasificado respectivamente.

## Equipos participantes
Tomaron parte en la carrera 22 equipos: 18 de categoría UCI WorldTeam, 3 de categoría UCI ProTeam y la selección nacional de Polonia, formando así un pelotón de 154 ciclistas de los que acabaron 112. Los equipos participantes fueron:
| WorldTeams (18)- UAE Team Emirates XRG - EF Education-EasyPost - Alpecin-Deceuninck - Arkéa-B&B Hotels - XDS Astana Team - Bahrain-Victorious - Cofidis - Decathlon AG2R La Mondiale Team - Groupama-FDJ - Ineos Grenadiers - Intermarché-Wanty - Lidl-Trek - Movistar Team - Red Bull-BORA-hansgrohe - Soudal Quick-Step - Team Picnic-PostNL - Team Jayco AlUla - Team Visma \| Lease a Bike ProTeams (3)- Israel-Premier Tech - Tudor Pro Cycling Team - Lotto Equipo nacional- Polonia |
| |

## Recorrido
El Tour de Polonia dispuso de siete etapas para un recorrido total de 1075,9 kilómetros.
| Etapa     | Fecha     | Recorrido                                 | type                    | Distancia (km) | Desnivel (m) | Ganador            | Líder              |
| --------- | --------- | ----------------------------------------- | ----------------------- | -------------- | ------------ | ------------------ | ------------------ |
| 1.ª etapa | 4 de ago  | Breslavia – Legnica                       | etapa llana             | 199,7          | 801 m        | Olav Kooij         | Olav Kooij         |
| 2.ª etapa | 5 de ago  | Karpacz – Karpacz                         | etapa escarpada         | 149,4          | 2199 m       | Paul Lapeira       | Paul Lapeira       |
| 3.ª etapa | 6 de ago  | Wałbrzych – Wałbrzych                     | etapa escarpada         | 159,3          | 3465 m       | Ben Turner         | Paul Lapeira       |
| 4.ª etapa | 7 de ago  | Rybnik – Cieszyn                          | etapa escarpada         | 201,4          | 2242 m       | Paul Magnier       | Paul Lapeira       |
| 5.ª etapa | 8 de ago  | Katowice – Zakopane                       | etapa escarpada         | 206,1          | 2759 m       | Matthew Brennan    | Paul Lapeira       |
| 6.ª etapa | 9 de ago  | Bukowina Tatrzańska – Bukowina Tatrzańska | etapa escarpada         | 147,5          | 2808 m       | Victor Langellotti | Victor Langellotti |
| 7.ª etapa | 10 de ago | Wieliczka – Wieliczka                     | contrarreloj individual | 12,5           | 175 m        | Brandon McNulty    | Brandon McNulty    |

## Desarrollo de la carrera

### 1.ª etapa
| Breslavia - Legnica | etapa llana | (199,7 km) |

| \| Clasificación de la etapa \| Clasificación de la etapa \| Clasificación de la etapa \| Clasificación de la etapa \| Clasificación de la etapa \| \| Ciclista \| Ciclista \| Equipo \| Tiempo \| \| \| ------------------------- \| ------------------------- \| -------------------------- \| ------------------------- \| ------------------------- \| \| 1.º \| Olav Kooij \| Team Visma \\| Lease a Bike \| 4 h 26 min 36 s \| \| \| 2.º \| Paul Magnier \| Soudal Quick-Step \| + 0 s \| \| \| 3.º \| Jensen Plowright \| Alpecin-Deceuninck \| + 0 s \| \| \| 4.º \| Maikel Zijlaard \| Tudor Pro Cycling Team \| + 0 s \| \| \| 5.º \| Ethan Vernon \| Israel-Premier Tech \| + 0 s \| \| \| 6.º \| Stanisław Aniołkowski \| Cofidis \| + 0 s \| \| \| 7.º \| Ben Turner \| Ineos Grenadiers \| + 0 s \| \| \| 8.º \| Florian Vermeersch \| UAE Team Emirates XRG \| + 0 s \| \| \| 9.º \| Max Kanter \| XDS Astana Team \| + 0 s \| \| \| 10.º \| Rasmus Søjberg Pedersen \| Decathlon-AG2R La Mondiale \| + 0 s \| \| |                         |                            |                 |
| |                         |                            |                 |
| |                         |                            |                 |
| Clasificación de la etapa |                         |                            |                 |
| Ciclista | Ciclista                | Equipo                     | Tiempo          |
| 1.º | Olav Kooij              | Team Visma \| Lease a Bike | 4 h 26 min 36 s |
| 2.º | Paul Magnier            | Soudal Quick-Step          | + 0 s           |
| 3.º | Jensen Plowright        | Alpecin-Deceuninck         | + 0 s           |
| 4.º | Maikel Zijlaard         | Tudor Pro Cycling Team     | + 0 s           |
| 5.º | Ethan Vernon            | Israel-Premier Tech        | + 0 s           |
| 6.º | Stanisław Aniołkowski   | Cofidis                    | + 0 s           |
| 7.º | Ben Turner              | Ineos Grenadiers           | + 0 s           |
| 8.º | Florian Vermeersch      | UAE Team Emirates XRG      | + 0 s           |
| 9.º | Max Kanter              | XDS Astana Team            | + 0 s           |
| 10.º | Rasmus Søjberg Pedersen | Decathlon-AG2R La Mondiale | + 0 s           |

| \| Clasificación general \| Clasificación general \| Clasificación general \| Clasificación general \| Clasificación general \| \| Ciclista \| Ciclista \| Equipo \| Tiempo \| \| \| --------------------- \| --------------------- \| -------------------------- \| --------------------- \| --------------------- \| \| 1.º \| Olav Kooij \| Team Visma \\| Lease a Bike \| 4 h 26 min 26 s \| \| \| 2.º \| Donavan Grondin \| Arkéa-B&B Hotels \| + 2 s \| \| \| 3.º \| Paul Magnier \| Soudal Quick-Step \| + 4 s \| \| \| 4.º \| Patryk Stosz \| Polonia \| + 5 s \| \| \| 5.º \| Lars Boven \| Alpecin-Deceuninck \| + 5 s \| \| \| 6.º \| Jensen Plowright \| Alpecin-Deceuninck \| + 6 s \| \| \| 7.º \| Maikel Zijlaard \| Tudor Pro Cycling Team \| + 10 s \| \| \| 8.º \| Ethan Vernon \| Israel-Premier Tech \| + 10 s \| \| \| 9.º \| Stanisław Aniołkowski \| Cofidis \| + 10 s \| \| \| 10.º \| Ben Turner \| Ineos Grenadiers \| + 10 s \| \| |                       |                            |                 |
| |                       |                            |                 |
| |                       |                            |                 |
| Clasificación general |                       |                            |                 |
| Ciclista | Ciclista              | Equipo                     | Tiempo          |
| 1.º | Olav Kooij            | Team Visma \| Lease a Bike | 4 h 26 min 26 s |
| 2.º | Donavan Grondin       | Arkéa-B&B Hotels           | + 2 s           |
| 3.º | Paul Magnier          | Soudal Quick-Step          | + 4 s           |
| 4.º | Patryk Stosz          | Polonia                    | + 5 s           |
| 5.º | Lars Boven            | Alpecin-Deceuninck         | + 5 s           |
| 6.º | Jensen Plowright      | Alpecin-Deceuninck         | + 6 s           |
| 7.º | Maikel Zijlaard       | Tudor Pro Cycling Team     | + 10 s          |
| 8.º | Ethan Vernon          | Israel-Premier Tech        | + 10 s          |
| 9.º | Stanisław Aniołkowski | Cofidis                    | + 10 s          |
| 10.º | Ben Turner            | Ineos Grenadiers           | + 10 s          |

### 2.ª etapa
| Karpacz - Karpacz | etapa escarpada | (149,4 km) |

| \| Clasificación de la etapa \| Clasificación de la etapa \| Clasificación de la etapa \| Clasificación de la etapa \| Clasificación de la etapa \| \| Ciclista \| Ciclista \| Equipo \| Tiempo \| \| \| ------------------------- \| ------------------------- \| -------------------------- \| ------------------------- \| ------------------------- \| \| 1.º \| Paul Lapeira \| Decathlon-AG2R La Mondiale \| 3 h 29 min 58 s \| \| \| 2.º \| Mathias Vacek \| Lidl-Trek \| + 2 s \| \| \| 3.º \| Victor Langellotti \| Ineos Grenadiers \| + 2 s \| \| \| 4.º \| Antonio Tiberi \| Bahrain Victorious \| + 2 s \| \| \| 5.º \| Jan Christen \| UAE Team Emirates XRG \| + 2 s \| \| \| 6.º \| Rudy Molard \| Groupama-FDJ \| + 4 s \| \| \| 7.º \| Brandon McNulty \| UAE Team Emirates XRG \| + 4 s \| \| \| 8.º \| Finn Fisher-Black \| Red Bull-Bora-Hansgrohe \| + 4 s \| \| \| 9.º \| Quinten Hermans \| Alpecin-Deceuninck \| + 4 s \| \| \| 10.º \| Rafał Majka \| UAE Team Emirates XRG \| + 4 s \| \| |                    |                            |                 |
| |                    |                            |                 |
| |                    |                            |                 |
| Clasificación de la etapa |                    |                            |                 |
| Ciclista | Ciclista           | Equipo                     | Tiempo          |
| 1.º | Paul Lapeira       | Decathlon-AG2R La Mondiale | 3 h 29 min 58 s |
| 2.º | Mathias Vacek      | Lidl-Trek                  | + 2 s           |
| 3.º | Victor Langellotti | Ineos Grenadiers           | + 2 s           |
| 4.º | Antonio Tiberi     | Bahrain Victorious         | + 2 s           |
| 5.º | Jan Christen       | UAE Team Emirates XRG      | + 2 s           |
| 6.º | Rudy Molard        | Groupama-FDJ               | + 4 s           |
| 7.º | Brandon McNulty    | UAE Team Emirates XRG      | + 4 s           |
| 8.º | Finn Fisher-Black  | Red Bull-Bora-Hansgrohe    | + 4 s           |
| 9.º | Quinten Hermans    | Alpecin-Deceuninck         | + 4 s           |
| 10.º | Rafał Majka        | UAE Team Emirates XRG      | + 4 s           |

| \| Clasificación general \| Clasificación general \| Clasificación general \| Clasificación general \| Clasificación general \| \| Ciclista \| Ciclista \| Equipo \| Tiempo \| \| \| --------------------- \| --------------------- \| -------------------------- \| --------------------- \| --------------------- \| \| 1.º \| Paul Lapeira \| Decathlon-AG2R La Mondiale \| 7 h 56 min 24 s \| \| \| 2.º \| Mathias Vacek \| Lidl-Trek \| + 6 s \| \| \| 3.º \| Victor Langellotti \| Ineos Grenadiers \| + 8 s \| \| \| 4.º \| Jan Christen \| UAE Team Emirates XRG \| + 12 s \| \| \| 5.º \| Antonio Tiberi \| Bahrain Victorious \| + 12 s \| \| \| 6.º \| Brandon McNulty \| UAE Team Emirates XRG \| + 14 s \| \| \| 7.º \| Finn Fisher-Black \| Red Bull-Bora-Hansgrohe \| + 14 s \| \| \| 8.º \| Quinten Hermans \| Alpecin-Deceuninck \| + 14 s \| \| \| 9.º \| Rudy Molard \| Groupama-FDJ \| + 14 s \| \| \| 10.º \| Rafał Majka \| UAE Team Emirates XRG \| + 14 s \| \| |                    |                            |                 |
| |                    |                            |                 |
| |                    |                            |                 |
| Clasificación general |                    |                            |                 |
| Ciclista | Ciclista           | Equipo                     | Tiempo          |
| 1.º | Paul Lapeira       | Decathlon-AG2R La Mondiale | 7 h 56 min 24 s |
| 2.º | Mathias Vacek      | Lidl-Trek                  | + 6 s           |
| 3.º | Victor Langellotti | Ineos Grenadiers           | + 8 s           |
| 4.º | Jan Christen       | UAE Team Emirates XRG      | + 12 s          |
| 5.º | Antonio Tiberi     | Bahrain Victorious         | + 12 s          |
| 6.º | Brandon McNulty    | UAE Team Emirates XRG      | + 14 s          |
| 7.º | Finn Fisher-Black  | Red Bull-Bora-Hansgrohe    | + 14 s          |
| 8.º | Quinten Hermans    | Alpecin-Deceuninck         | + 14 s          |
| 9.º | Rudy Molard        | Groupama-FDJ               | + 14 s          |
| 10.º | Rafał Majka        | UAE Team Emirates XRG      | + 14 s          |

### 3.ª etapa
| Wałbrzych - Wałbrzych | etapa escarpada | (159,3 km) |

| \| Clasificación de la etapa \| Clasificación de la etapa \| Clasificación de la etapa \| Clasificación de la etapa \| Clasificación de la etapa \| \| Ciclista \| Ciclista \| Equipo \| Tiempo \| \| \| ------------------------- \| ------------------------- \| ------------------------- \| ------------------------- \| ------------------------- \| \| 1.º \| Ben Turner \| Ineos Grenadiers \| 4 h 00 min 46 s \| \| \| 2.º \| Pello Bilbao \| Bahrain Victorious \| + 0 s \| \| \| 3.º \| Andrea Bagioli \| Lidl-Trek \| + 0 s \| \| \| 4.º \| Jan Christen \| UAE Team Emirates XRG \| + 0 s \| \| \| 5.º \| Arjen Livyns \| Lotto \| + 0 s \| \| \| 6.º \| Quinten Hermans \| Alpecin-Deceuninck \| + 0 s \| \| \| 7.º \| Pepijn Reinderink \| Soudal Quick-Step \| + 0 s \| \| \| 8.º \| Francesco Busatto \| Intermarché-Wanty \| + 0 s \| \| \| 9.º \| Jasha Sütterlin \| Team Jayco AlUla \| + 0 s \| \| \| 10.º \| Marcin Budziński \| Polonia \| + 0 s \| \| |                   |                       |                 |
| |                   |                       |                 |
| |                   |                       |                 |
| Clasificación de la etapa |                   |                       |                 |
| Ciclista | Ciclista          | Equipo                | Tiempo          |
| 1.º | Ben Turner        | Ineos Grenadiers      | 4 h 00 min 46 s |
| 2.º | Pello Bilbao      | Bahrain Victorious    | + 0 s           |
| 3.º | Andrea Bagioli    | Lidl-Trek             | + 0 s           |
| 4.º | Jan Christen      | UAE Team Emirates XRG | + 0 s           |
| 5.º | Arjen Livyns      | Lotto                 | + 0 s           |
| 6.º | Quinten Hermans   | Alpecin-Deceuninck    | + 0 s           |
| 7.º | Pepijn Reinderink | Soudal Quick-Step     | + 0 s           |
| 8.º | Francesco Busatto | Intermarché-Wanty     | + 0 s           |
| 9.º | Jasha Sütterlin   | Team Jayco AlUla      | + 0 s           |
| 10.º | Marcin Budziński  | Polonia               | + 0 s           |

| \| Clasificación general \| Clasificación general \| Clasificación general \| Clasificación general \| Clasificación general \| \| Ciclista \| Ciclista \| Equipo \| Tiempo \| \| \| --------------------- \| --------------------- \| -------------------------- \| --------------------- \| --------------------- \| \| 1.º \| Paul Lapeira \| Decathlon-AG2R La Mondiale \| 11 h 57 min 10 s \| \| \| 2.º \| Victor Langellotti \| Ineos Grenadiers \| + 8 s \| \| \| 3.º \| Jan Christen \| UAE Team Emirates XRG \| + 12 s \| \| \| 4.º \| Antonio Tiberi \| Bahrain Victorious \| + 12 s \| \| \| 5.º \| Quinten Hermans \| Alpecin-Deceuninck \| + 14 s \| \| \| 6.º \| Finn Fisher-Black \| Red Bull-Bora-Hansgrohe \| + 14 s \| \| \| 7.º \| Brandon McNulty \| UAE Team Emirates XRG \| + 14 s \| \| \| 8.º \| Rafał Majka \| UAE Team Emirates XRG \| + 14 s \| \| \| 9.º \| Mikkel Honoré \| EF Education-EasyPost \| + 18 s \| \| \| 10.º \| Alberto Bettiol \| XDS Astana Team \| + 18 s \| \| |                    |                            |                  |
| |                    |                            |                  |
| |                    |                            |                  |
| Clasificación general |                    |                            |                  |
| Ciclista | Ciclista           | Equipo                     | Tiempo           |
| 1.º | Paul Lapeira       | Decathlon-AG2R La Mondiale | 11 h 57 min 10 s |
| 2.º | Victor Langellotti | Ineos Grenadiers           | + 8 s            |
| 3.º | Jan Christen       | UAE Team Emirates XRG      | + 12 s           |
| 4.º | Antonio Tiberi     | Bahrain Victorious         | + 12 s           |
| 5.º | Quinten Hermans    | Alpecin-Deceuninck         | + 14 s           |
| 6.º | Finn Fisher-Black  | Red Bull-Bora-Hansgrohe    | + 14 s           |
| 7.º | Brandon McNulty    | UAE Team Emirates XRG      | + 14 s           |
| 8.º | Rafał Majka        | UAE Team Emirates XRG      | + 14 s           |
| 9.º | Mikkel Honoré      | EF Education-EasyPost      | + 18 s           |
| 10.º | Alberto Bettiol    | XDS Astana Team            | + 18 s           |

### 4.ª etapa
| Rybnik - Cieszyn | etapa escarpada | (201,4 km) |

| \| Clasificación de la etapa \| Clasificación de la etapa \| Clasificación de la etapa \| Clasificación de la etapa \| Clasificación de la etapa \| \| Ciclista \| Ciclista \| Equipo \| Tiempo \| \| \| ------------------------- \| ------------------------- \| ------------------------- \| ------------------------- \| ------------------------- \| \| 1.º \| Paul Magnier \| Soudal Quick-Step \| 4 h 36 min 09 s \| \| \| 2.º \| Ben Turner \| Ineos Grenadiers \| + 0 s \| \| \| 3.º \| Tim Torn Teutenberg \| Lidl-Trek \| + 0 s \| \| \| 4.º \| Thibaud Gruel \| Groupama-FDJ \| + 0 s \| \| \| 5.º \| Madis Mihkels \| EF Education-EasyPost \| + 0 s \| \| \| 6.º \| Stanisław Aniołkowski \| Cofidis \| + 0 s \| \| \| 7.º \| Tim Van Dijke \| Red Bull-Bora-Hansgrohe \| + 0 s \| \| \| 8.º \| Jensen Plowright \| Alpecin-Deceuninck \| + 0 s \| \| \| 9.º \| Finn Fisher-Black \| Red Bull-Bora-Hansgrohe \| + 0 s \| \| \| 10.º \| Jan Christen \| UAE Team Emirates XRG \| + 0 s \| \| |                       |                         |                 |
| |                       |                         |                 |
| |                       |                         |                 |
| Clasificación de la etapa |                       |                         |                 |
| Ciclista | Ciclista              | Equipo                  | Tiempo          |
| 1.º | Paul Magnier          | Soudal Quick-Step       | 4 h 36 min 09 s |
| 2.º | Ben Turner            | Ineos Grenadiers        | + 0 s           |
| 3.º | Tim Torn Teutenberg   | Lidl-Trek               | + 0 s           |
| 4.º | Thibaud Gruel         | Groupama-FDJ            | + 0 s           |
| 5.º | Madis Mihkels         | EF Education-EasyPost   | + 0 s           |
| 6.º | Stanisław Aniołkowski | Cofidis                 | + 0 s           |
| 7.º | Tim Van Dijke         | Red Bull-Bora-Hansgrohe | + 0 s           |
| 8.º | Jensen Plowright      | Alpecin-Deceuninck      | + 0 s           |
| 9.º | Finn Fisher-Black     | Red Bull-Bora-Hansgrohe | + 0 s           |
| 10.º | Jan Christen          | UAE Team Emirates XRG   | + 0 s           |

| \| Clasificación general \| Clasificación general \| Clasificación general \| Clasificación general \| Clasificación general \| \| Ciclista \| Ciclista \| Equipo \| Tiempo \| \| \| --------------------- \| --------------------- \| -------------------------- \| --------------------- \| --------------------- \| \| 1.º \| Paul Lapeira \| Decathlon-AG2R La Mondiale \| 16 h 33 min 19 s \| \| \| 2.º \| Victor Langellotti \| Ineos Grenadiers \| + 8 s \| \| \| 3.º \| Jan Christen \| UAE Team Emirates XRG \| + 12 s \| \| \| 4.º \| Antonio Tiberi \| Bahrain Victorious \| + 12 s \| \| \| 5.º \| Finn Fisher-Black \| Red Bull-Bora-Hansgrohe \| + 14 s \| \| \| 6.º \| Quinten Hermans \| Alpecin-Deceuninck \| + 14 s \| \| \| 7.º \| Brandon McNulty \| UAE Team Emirates XRG \| + 14 s \| \| \| 8.º \| Rafał Majka \| UAE Team Emirates XRG \| + 14 s \| \| \| 9.º \| Mikkel Honoré \| EF Education-EasyPost \| + 18 s \| \| \| 10.º \| Alberto Bettiol \| XDS Astana Team \| + 18 s \| \| |                    |                            |                  |
| |                    |                            |                  |
| |                    |                            |                  |
| Clasificación general |                    |                            |                  |
| Ciclista | Ciclista           | Equipo                     | Tiempo           |
| 1.º | Paul Lapeira       | Decathlon-AG2R La Mondiale | 16 h 33 min 19 s |
| 2.º | Victor Langellotti | Ineos Grenadiers           | + 8 s            |
| 3.º | Jan Christen       | UAE Team Emirates XRG      | + 12 s           |
| 4.º | Antonio Tiberi     | Bahrain Victorious         | + 12 s           |
| 5.º | Finn Fisher-Black  | Red Bull-Bora-Hansgrohe    | + 14 s           |
| 6.º | Quinten Hermans    | Alpecin-Deceuninck         | + 14 s           |
| 7.º | Brandon McNulty    | UAE Team Emirates XRG      | + 14 s           |
| 8.º | Rafał Majka        | UAE Team Emirates XRG      | + 14 s           |
| 9.º | Mikkel Honoré      | EF Education-EasyPost      | + 18 s           |
| 10.º | Alberto Bettiol    | XDS Astana Team            | + 18 s           |

### 5.ª etapa
| Katowice - Zakopane | etapa escarpada | (206,1 km) |

| \| Clasificación de la etapa \| Clasificación de la etapa \| Clasificación de la etapa \| Clasificación de la etapa \| Clasificación de la etapa \| \| Ciclista \| Ciclista \| Equipo \| Tiempo \| \| \| ------------------------- \| ------------------------- \| -------------------------- \| ------------------------- \| ------------------------- \| \| 1.º \| Matthew Brennan \| Team Visma \\| Lease a Bike \| 4 h 50 min 04 s \| \| \| 2.º \| Ben Turner \| Ineos Grenadiers \| + 0 s \| \| \| 3.º \| Andrea Bagioli \| Lidl-Trek \| + 0 s \| \| \| 4.º \| Andrea Raccagni Noviero \| Soudal Quick-Step \| + 0 s \| \| \| 5.º \| Thibaud Gruel \| Groupama-FDJ \| + 0 s \| \| \| 6.º \| Antonio Tiberi \| Bahrain Victorious \| + 0 s \| \| \| 7.º \| Finn Fisher-Black \| Red Bull-Bora-Hansgrohe \| + 0 s \| \| \| 8.º \| Alberto Bettiol \| XDS Astana Team \| + 0 s \| \| \| 9.º \| Pier-André Côté \| Israel-Premier Tech \| + 0 s \| \| \| 10.º \| Lorenzo Milesi \| Movistar Team \| + 0 s \| \| |                         |                            |                 |
| |                         |                            |                 |
| |                         |                            |                 |
| Clasificación de la etapa |                         |                            |                 |
| Ciclista | Ciclista                | Equipo                     | Tiempo          |
| 1.º | Matthew Brennan         | Team Visma \| Lease a Bike | 4 h 50 min 04 s |
| 2.º | Ben Turner              | Ineos Grenadiers           | + 0 s           |
| 3.º | Andrea Bagioli          | Lidl-Trek                  | + 0 s           |
| 4.º | Andrea Raccagni Noviero | Soudal Quick-Step          | + 0 s           |
| 5.º | Thibaud Gruel           | Groupama-FDJ               | + 0 s           |
| 6.º | Antonio Tiberi          | Bahrain Victorious         | + 0 s           |
| 7.º | Finn Fisher-Black       | Red Bull-Bora-Hansgrohe    | + 0 s           |
| 8.º | Alberto Bettiol         | XDS Astana Team            | + 0 s           |
| 9.º | Pier-André Côté         | Israel-Premier Tech        | + 0 s           |
| 10.º | Lorenzo Milesi          | Movistar Team              | + 0 s           |

| \| Clasificación general \| Clasificación general \| Clasificación general \| Clasificación general \| Clasificación general \| \| Ciclista \| Ciclista \| Equipo \| Tiempo \| \| \| --------------------- \| --------------------- \| -------------------------- \| --------------------- \| --------------------- \| \| 1.º \| Paul Lapeira \| Decathlon-AG2R La Mondiale \| 21 h 23 min 23 s \| \| \| 2.º \| Victor Langellotti \| Ineos Grenadiers \| + 8 s \| \| \| 3.º \| Jan Christen \| UAE Team Emirates XRG \| + 12 s \| \| \| 4.º \| Antonio Tiberi \| Bahrain Victorious \| + 12 s \| \| \| 5.º \| Finn Fisher-Black \| Red Bull-Bora-Hansgrohe \| + 14 s \| \| \| 6.º \| Quinten Hermans \| Alpecin-Deceuninck \| + 14 s \| \| \| 7.º \| Brandon McNulty \| UAE Team Emirates XRG \| + 14 s \| \| \| 8.º \| Rafał Majka \| UAE Team Emirates XRG \| + 14 s \| \| \| 9.º \| Alberto Bettiol \| XDS Astana Team \| + 18 s \| \| \| 10.º \| Matteo Sobrero \| Red Bull-Bora-Hansgrohe \| + 19 s \| \| |                    |                            |                  |
| |                    |                            |                  |
| |                    |                            |                  |
| Clasificación general |                    |                            |                  |
| Ciclista | Ciclista           | Equipo                     | Tiempo           |
| 1.º | Paul Lapeira       | Decathlon-AG2R La Mondiale | 21 h 23 min 23 s |
| 2.º | Victor Langellotti | Ineos Grenadiers           | + 8 s            |
| 3.º | Jan Christen       | UAE Team Emirates XRG      | + 12 s           |
| 4.º | Antonio Tiberi     | Bahrain Victorious         | + 12 s           |
| 5.º | Finn Fisher-Black  | Red Bull-Bora-Hansgrohe    | + 14 s           |
| 6.º | Quinten Hermans    | Alpecin-Deceuninck         | + 14 s           |
| 7.º | Brandon McNulty    | UAE Team Emirates XRG      | + 14 s           |
| 8.º | Rafał Majka        | UAE Team Emirates XRG      | + 14 s           |
| 9.º | Alberto Bettiol    | XDS Astana Team            | + 18 s           |
| 10.º | Matteo Sobrero     | Red Bull-Bora-Hansgrohe    | + 19 s           |

### 6.ª etapa
| Bukowina Tatrzańska - Bukowina Tatrzańska | etapa escarpada | (147,5 km) |

| \| Clasificación de la etapa \| Clasificación de la etapa \| Clasificación de la etapa \| Clasificación de la etapa \| Clasificación de la etapa \| \| Ciclista \| Ciclista \| Equipo \| Tiempo \| \| \| ------------------------- \| ------------------------- \| -------------------------- \| ------------------------- \| ------------------------- \| \| 1.º \| Victor Langellotti \| Ineos Grenadiers \| 3 h 32 min 58 s \| \| \| 2.º \| Brandon McNulty \| UAE Team Emirates XRG \| + 0 s \| \| \| 3.º \| Pello Bilbao \| Bahrain Victorious \| + 7 s \| \| \| 4.º \| Johannes Staune-Mittet \| Decathlon-AG2R La Mondiale \| + 8 s \| \| \| 5.º \| Antonio Tiberi \| Bahrain Victorious \| + 8 s \| \| \| 6.º \| Yannis Voisard \| Tudor Pro Cycling Team \| + 8 s \| \| \| 7.º \| Marco Frigo \| Israel-Premier Tech \| + 8 s \| \| \| 8.º \| Matteo Sobrero \| Red Bull-Bora-Hansgrohe \| + 8 s \| \| \| 9.º \| Rafał Majka \| UAE Team Emirates XRG \| + 8 s \| \| \| 10.º \| Jan Christen \| UAE Team Emirates XRG \| + 8 s \| \| |                        |                            |                 |
| |                        |                            |                 |
| |                        |                            |                 |
| Clasificación de la etapa |                        |                            |                 |
| Ciclista | Ciclista               | Equipo                     | Tiempo          |
| 1.º | Victor Langellotti     | Ineos Grenadiers           | 3 h 32 min 58 s |
| 2.º | Brandon McNulty        | UAE Team Emirates XRG      | + 0 s           |
| 3.º | Pello Bilbao           | Bahrain Victorious         | + 7 s           |
| 4.º | Johannes Staune-Mittet | Decathlon-AG2R La Mondiale | + 8 s           |
| 5.º | Antonio Tiberi         | Bahrain Victorious         | + 8 s           |
| 6.º | Yannis Voisard         | Tudor Pro Cycling Team     | + 8 s           |
| 7.º | Marco Frigo            | Israel-Premier Tech        | + 8 s           |
| 8.º | Matteo Sobrero         | Red Bull-Bora-Hansgrohe    | + 8 s           |
| 9.º | Rafał Majka            | UAE Team Emirates XRG      | + 8 s           |
| 10.º | Jan Christen           | UAE Team Emirates XRG      | + 8 s           |

| \| Clasificación general \| Clasificación general \| Clasificación general \| Clasificación general \| Clasificación general \| \| Ciclista \| Ciclista \| Equipo \| Tiempo \| \| \| --------------------- \| --------------------- \| ----------------------- \| --------------------- \| --------------------- \| \| 1.º \| Victor Langellotti \| Ineos Grenadiers \| 24 h 56 min 19 s \| \| \| 2.º \| Brandon McNulty \| UAE Team Emirates XRG \| + 7 s \| \| \| 3.º \| Antonio Tiberi \| Bahrain Victorious \| + 20 s \| \| \| 4.º \| Jan Christen \| UAE Team Emirates XRG \| + 21 s \| \| \| 5.º \| Pello Bilbao \| Bahrain Victorious \| + 24 s \| \| \| 6.º \| Rafał Majka \| UAE Team Emirates XRG \| + 24 s \| \| \| 7.º \| Alberto Bettiol \| XDS Astana Team \| + 28 s \| \| \| 8.º \| Matteo Sobrero \| Red Bull-Bora-Hansgrohe \| + 29 s \| \| \| 9.º \| Filippo Zana \| Team Jayco AlUla \| + 29 s \| \| \| 10.º \| Marco Frigo \| Israel-Premier Tech \| + 29 s \| \| |                    |                         |                  |
| |                    |                         |                  |
| |                    |                         |                  |
| Clasificación general |                    |                         |                  |
| Ciclista | Ciclista           | Equipo                  | Tiempo           |
| 1.º | Victor Langellotti | Ineos Grenadiers        | 24 h 56 min 19 s |
| 2.º | Brandon McNulty    | UAE Team Emirates XRG   | + 7 s            |
| 3.º | Antonio Tiberi     | Bahrain Victorious      | + 20 s           |
| 4.º | Jan Christen       | UAE Team Emirates XRG   | + 21 s           |
| 5.º | Pello Bilbao       | Bahrain Victorious      | + 24 s           |
| 6.º | Rafał Majka        | UAE Team Emirates XRG   | + 24 s           |
| 7.º | Alberto Bettiol    | XDS Astana Team         | + 28 s           |
| 8.º | Matteo Sobrero     | Red Bull-Bora-Hansgrohe | + 29 s           |
| 9.º | Filippo Zana       | Team Jayco AlUla        | + 29 s           |
| 10.º | Marco Frigo        | Israel-Premier Tech     | + 29 s           |

### 7.ª etapa
| Wieliczka - Wieliczka | contrarreloj individual | (12,5 km) |

| \| Clasificación de la etapa \| Clasificación de la etapa \| Clasificación de la etapa \| Clasificación de la etapa \| Clasificación de la etapa \| \| Ciclista \| Ciclista \| Equipo \| Tiempo \| \| \| ------------------------- \| ------------------------- \| ------------------------- \| ------------------------- \| ------------------------- \| \| 1.º \| Brandon McNulty \| UAE Team Emirates XRG \| 14 min 31 s \| \| \| 2.º \| Lorenzo Milesi \| Movistar Team \| + 12 s \| \| \| 3.º \| Matteo Sobrero \| Red Bull-Bora-Hansgrohe \| + 15 s \| \| \| 4.º \| Antonio Tiberi \| Bahrain Victorious \| + 16 s \| \| \| 5.º \| Ben Turner \| Ineos Grenadiers \| + 19 s \| \| \| 6.º \| Stefan Küng \| Groupama-FDJ \| + 20 s \| \| \| 7.º \| Huub Artz \| Intermarché-Wanty \| + 23 s \| \| \| 8.º \| Jan Christen \| UAE Team Emirates XRG \| + 25 s \| \| \| 9.º \| Marco Frigo \| Israel-Premier Tech \| + 26 s \| \| \| 10.º \| Alberto Bettiol \| XDS Astana Team \| + 26 s \| \| |                 |                         |             |
| |                 |                         |             |
| |                 |                         |             |
| Clasificación de la etapa |                 |                         |             |
| Ciclista | Ciclista        | Equipo                  | Tiempo      |
| 1.º | Brandon McNulty | UAE Team Emirates XRG   | 14 min 31 s |
| 2.º | Lorenzo Milesi  | Movistar Team           | + 12 s      |
| 3.º | Matteo Sobrero  | Red Bull-Bora-Hansgrohe | + 15 s      |
| 4.º | Antonio Tiberi  | Bahrain Victorious      | + 16 s      |
| 5.º | Ben Turner      | Ineos Grenadiers        | + 19 s      |
| 6.º | Stefan Küng     | Groupama-FDJ            | + 20 s      |
| 7.º | Huub Artz       | Intermarché-Wanty       | + 23 s      |
| 8.º | Jan Christen    | UAE Team Emirates XRG   | + 25 s      |
| 9.º | Marco Frigo     | Israel-Premier Tech     | + 26 s      |
| 10.º | Alberto Bettiol | XDS Astana Team         | + 26 s      |

## Clasificaciones finales
- Las clasificaciones finalizaron de la siguiente forma:[4]

### Clasificación general
| \| Clasificación general \| Clasificación general \| Clasificación general \| Clasificación general \| Clasificación general \| \| Ciclista \| Ciclista \| Equipo \| Tiempo \| \| \| --------------------- \| ----------------------- \| -------------------------- \| --------------------- \| --------------------- \| \| 1.º \| Brandon McNulty \| UAE Team Emirates XRG \| 25 h 10 min 57 s \| \| \| 2.º \| Antonio Tiberi \| Bahrain Victorious \| + 29 s \| \| \| 3.º \| Matteo Sobrero \| Red Bull-Bora-Hansgrohe \| + 37 s \| \| \| 4.º \| Jan Christen \| UAE Team Emirates XRG \| + 39 s \| \| \| 5.º \| Victor Langellotti \| Ineos Grenadiers \| + 39 s \| \| \| 6.º \| Alberto Bettiol \| XDS Astana Team \| + 47 s \| \| \| 7.º \| Marco Frigo \| Israel-Premier Tech \| + 48 s \| \| \| 8.º \| Rafał Majka \| UAE Team Emirates XRG \| + 59 s \| \| \| 9.º \| Pello Bilbao \| Bahrain Victorious \| + 1 min 02 s \| \| \| 10.º \| Filippo Zana \| Team Jayco AlUla \| + 1 min 09 s \| \| \| 11.º \| Yannis Voisard \| Tudor Pro Cycling Team \| + 1 min 17 s \| \| \| 12.º \| Johannes Staune-Mittet \| Decathlon-AG2R La Mondiale \| + 1 min 23 s \| \| \| 13.º \| Matthew Riccitello \| Israel-Premier Tech \| + 1 min 27 s \| \| \| 14.º \| Embret Svestad-Bårdseng \| Arkéa-B&B Hotels \| + 1 min 42 s \| \| \| 15.º \| Rudy Molard \| Groupama-FDJ \| + 2 min 05 s \| \| |                         |                            |                  |
| |                         |                            |                  |
| Fuente: ProCyclingStats |                         |                            |                  |
| Clasificación general |                         |                            |                  |
| Ciclista | Ciclista                | Equipo                     | Tiempo           |
| 1.º | Brandon McNulty         | UAE Team Emirates XRG      | 25 h 10 min 57 s |
| 2.º | Antonio Tiberi          | Bahrain Victorious         | + 29 s           |
| 3.º | Matteo Sobrero          | Red Bull-Bora-Hansgrohe    | + 37 s           |
| 4.º | Jan Christen            | UAE Team Emirates XRG      | + 39 s           |
| 5.º | Victor Langellotti      | Ineos Grenadiers           | + 39 s           |
| 6.º | Alberto Bettiol         | XDS Astana Team            | + 47 s           |
| 7.º | Marco Frigo             | Israel-Premier Tech        | + 48 s           |
| 8.º | Rafał Majka             | UAE Team Emirates XRG      | + 59 s           |
| 9.º | Pello Bilbao            | Bahrain Victorious         | + 1 min 02 s     |
| 10.º | Filippo Zana            | Team Jayco AlUla           | + 1 min 09 s     |
| 11.º | Yannis Voisard          | Tudor Pro Cycling Team     | + 1 min 17 s     |
| 12.º | Johannes Staune-Mittet  | Decathlon-AG2R La Mondiale | + 1 min 23 s     |
| 13.º | Matthew Riccitello      | Israel-Premier Tech        | + 1 min 27 s     |
| 14.º | Embret Svestad-Bårdseng | Arkéa-B&B Hotels           | + 1 min 42 s     |
| 15.º | Rudy Molard             | Groupama-FDJ               | + 2 min 05 s     |

### Clasificación por puntos
| Clasificación por puntos | Clasificación por puntos | Clasificación por puntos | Clasificación por puntos | Clasificación por puntos |
| Ciclista                 | Ciclista                 | Equipo                   | Puntos                   |                          |
| ------------------------ | ------------------------ | ------------------------ | ------------------------ | ------------------------ |
| 1.º                      | Ben Turner               | Ineos Grenadiers         | 88 pts                   |                          |
| 2.º                      | Jan Christen             | UAE Team Emirates XRG    | 71 pts                   |                          |
| 3.º                      | Brandon McNulty          | UAE Team Emirates XRG    | 69 pts                   |                          |
| 4.º                      | Antonio Tiberi           | Bahrain Victorious       | 65 pts                   |                          |
| 5.º                      | Pello Bilbao             | Bahrain Victorious       | 55 pts                   |                          |
| 6.º                      | Alberto Bettiol          | XDS Astana Team          | 52 pts                   |                          |
| 7.º                      | Victor Langellotti       | Ineos Grenadiers         | 48 pts                   |                          |
| 8.º                      | Andrea Bagioli           | Lidl-Trek                | 40 pts                   |                          |
| 9.º                      | Paul Magnier             | Soudal Quick-Step        | 39 pts                   |                          |
| 10.º                     | Matteo Sobrero           | Red Bull-Bora-Hansgrohe  | 38 pts                   |                          |

### Clasificación de la montaña
| Clasificación de la montaña | Clasificación de la montaña | Clasificación de la montaña | Clasificación de la montaña | Clasificación de la montaña |
| Ciclista                    | Ciclista                    | Equipo                      | Puntos                      |                             |
| --------------------------- | --------------------------- | --------------------------- | --------------------------- | --------------------------- |
| 1.º                         | Timo Kielich                | Alpecin-Deceuninck          | 75 pts                      |                             |
| 2.º                         | Patrick Gamper              | Team Jayco AlUla            | 26 pts                      |                             |
| 3.º                         | Tomasz Budziński            | Polonia                     | 23 pts                      |                             |
| 4.º                         | Antonio Tiberi              | Bahrain Victorious          | 20 pts                      |                             |
| 5.º                         | Chris Hamilton              | Team Picnic-PostNL          | 20 pts                      |                             |
| 6.º                         | Filip Maciejuk              | Red Bull-Bora-Hansgrohe     | 19 pts                      |                             |
| 7.º                         | Reuben Thompson             | Lotto                       | 16 pts                      |                             |
| 8.º                         | Jensen Plowright            | Alpecin-Deceuninck          | 15 pts                      |                             |
| 9.º                         | Colby Simmons               | EF Education-EasyPost       | 15 pts                      |                             |
| 10.º                        | Brandon McNulty             | UAE Team Emirates XRG       | 14 pts                      |                             |

### Clasificación por equipos
| Clasificación por equipos | Clasificación por equipos  | Clasificación por equipos | Clasificación por equipos |
| Equipo                    | Equipo                     | Tiempo                    |                           |
| ------------------------- | -------------------------- | ------------------------- | ------------------------- |
| 1.º                       | UAE Team Emirates XRG      | 75 h 34 min 39 s          |                           |
| 2.º                       | Israel-Premier Tech        | + 3 min 07 s              |                           |
| 3.º                       | Bahrain-Victorious         | + 5 min 33 s              |                           |
| 4.º                       | Lidl-Trek                  | + 7 min 24 s              |                           |
| 5.º                       | Team Visma \| Lease a Bike | + 11 min 55 s             |                           |
| 6.º                       | XDS Astana Team            | + 12 min 14 s             |                           |
| 7.º                       | Groupama-FDJ               | + 13 min 27 s             |                           |
| 8.º                       | Team Picnic-PostNL         | + 14 min 19 s             |                           |
| 9.º                       | Polonia                    | + 16 min 31 s             |                           |
| 10.º                      | Movistar Team              | + 17 min 42 s             |                           |

## Evolución de las clasificaciones
| Etapa                   |                         | Ganador _          | Clasificación general | Puntos       | Montaña          | Metas volantes  | Equipo _              | Mejor nacional _ |
| ----------------------- | ----------------------- | ------------------ | --------------------- | ------------ | ---------------- | --------------- | --------------------- | ---------------- |
| 1.ª etapa               | etapa llana             | Olav Kooij         | Olav Kooij            | Olav Kooij   | Bauke Mollema    | Donavan Grondin | XDS Astana Team       | Patryk Stosz     |
| 2.ª etapa               | etapa escarpada         | Paul Lapeira       | Paul Lapeira          | Paul Lapeira | Tomasz Budziński | Patryk Stosz    | UAE Team Emirates XRG | Rafał Majka      |
| 3.ª etapa               | etapa escarpada         | Ben Turner         | Paul Lapeira          | Ben Turner   | Timo Kielich     | Patryk Stosz    | UAE Team Emirates XRG | Rafał Majka      |
| 4.ª etapa               | etapa escarpada         | Paul Magnier       | Paul Lapeira          | Ben Turner   | Timo Kielich     | Patryk Stosz    | UAE Team Emirates XRG | Rafał Majka      |
| 5.ª etapa               | etapa escarpada         | Matthew Brennan    | Paul Lapeira          | Ben Turner   | Timo Kielich     | Patryk Stosz    | UAE Team Emirates XRG | Rafał Majka      |
| 6.ª etapa               | etapa escarpada         | Victor Langellotti | Victor Langellotti    | Ben Turner   | Timo Kielich     | Patryk Stosz    | UAE Team Emirates XRG | Rafał Majka      |
| 7.ª etapa               | contrarreloj individual | Brandon McNulty    | Brandon McNulty       | Ben Turner   | Timo Kielich     | Patryk Stosz    | UAE Team Emirates XRG | Rafał Majka      |
| Clasificaciones finales | Clasificaciones finales |                    | Brandon McNulty       | Ben Turner   | Timo Kielich     | Patryk Stosz    | UAE Team Emirates XRG | Rafał Majka      |

## Ciclistas participantes y posiciones finales
Convenciones:
- AB: Abandono
- FLT: Retiro por llegada fuera del límite de tiempo
- NTS: No tomó la salida
- DES: Descalificado o expulsado

## UCI World Ranking
El Tour de Polonia otorgó puntos para el UCI World Ranking para corredores de los equipos en las categorías UCI WorldTeam, UCI ProTeam y Continental. Las siguientes tablas son el baremo de puntuación y los diez corredores que obtuvieron más puntos:
| Posición              | 1.º | 2.º | 3.º | 4.º | 5.º | 6.º | 7.º | 8.º | 9.º | 10.º | 11.º | 12.º | 13.º | 14.º | 15.º | 16.º-20.º | 21.º-30.º | 31.º-50.º | 51.º-55.º | 56.º-60.º |
| Clasificación general | 400 | 320 | 260 | 220 | 180 | 140 | 120 | 100 | 80  | 68   | 56   | 48   | 40   | 32   | 28   | 24        | 16        | 8         | 4         | 2         |
| Por etapa             | 50  | 30  | 25  | 20  | 15  | 10  | 8   | 6   | 3   | 1    |      |      |      |      |      |           |           |           |           |           |
| Líder                 | 8   |     |     |     |     |     |     |     |     |      |      |      |      |      |      |           |           |           |           |           |

| Clasificación |                    |                         |         |       |       |       |
| Ciclista      | Ciclista           | Equipo                  | General | Etapa | Líder | Total |
| ------------- | ------------------ | ----------------------- | ------- | ----- | ----- | ----- |
| 1.º           | Brandon McNulty    | UAE Emirates XRG        | 400     | 88    | -     | 488   |
| 2.º           | Antonio Tiberi     | Bahrain Victorious      | 320     | 65    | -     | 385   |
| 3.º           | Matteo Sobrero     | Red Bull-BORA-hansgrohe | 260     | 31    | -     | 291   |
| 4.º           | Jan Christen       | UAE Emirates XRG        | 220     | 43    | -     | 263   |
| 5.º           | Victor Langellotti | INEOS Grenadiers        | 180     | 75    | 8     | 263   |
| 6.º           | Alberto Bettiol    | XDS Astana              | 140     | 7     | -     | 147   |
| 7.º           | Pello Bilbao       | Bahrain Victorious      | 80      | 55    | -     | 135   |
| 8.º           | Ben Turner         | INEOS Grenadiers        | 2       | 133   | -     | 135   |
| 9.º           | Marco Frigo        | Israel-Premier Tech     | 120     | 11    | -     | 131   |
| 10.º          | Rafał Majka        | UAE Emirates XRG        | 100     | 4     | -     | 104   |